# Erigone (con của Icarius)

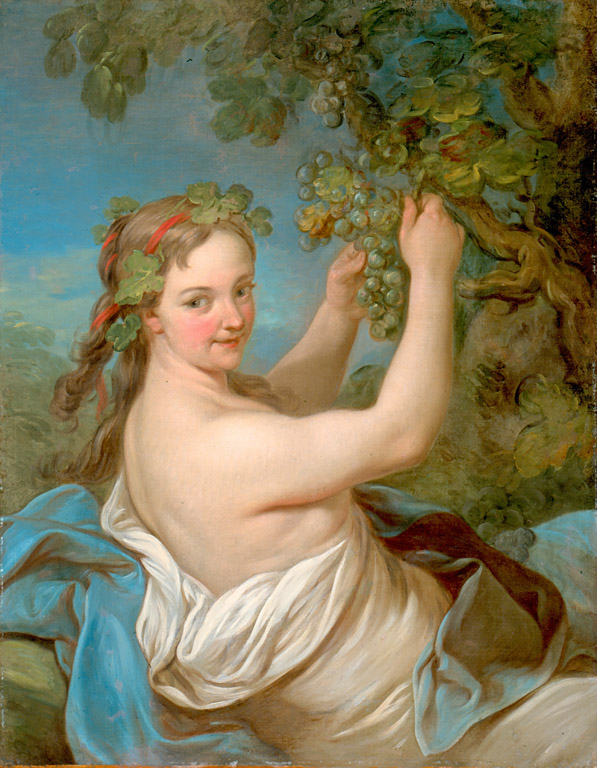
Erigone của Charles André van Loo (1747).

Trong thần thoại Hy Lạp, Erigone (/ɪˈrɪɡəni/; tiếng Hy Lạp cổ: Ἠριγόνη) là con gái của Icarius thành Athens.

## Thần thoại
Icarius rất thân thiện với Dionysus, người đã đưa rượu cho những người chăn cừu của mình. Họ say sưa và giết Icarius vì nghĩ rằng ông đã đầu độc họ. Con gái của ông, Erigone và con chó của cô, Maera , đã tìm thấy thi thể của ông. Erigone treo cổ tự tử trước mộ cha cô. Dionysus tức giận và trừng phạt thành Athens bằng cách bắt tất cả thiếu nữ trong thành phố phải tự sát theo cách tương tự. Thật không may, chính sự bất ổn của Dionysus đã cho tất cả các thiếu nữ uống rượu như một phần của giáo phái của mình. Erigone được Dionysus hoặc Zeus xếp vào các vì sao trong chòm sao Xử Nữ, những người thương hại cho sự bất hạnh của cô.
Theo Ovid, Dionysus đã “lừa dối Erigone bằng những quả nho giả”,  tức là giả dạng chùm nho để tiếp cận và quyến rũ cô.